# Jenya
葉夫根尼婭·伊凡諾夫娜·達維久克（俄語：Евгения Ивановна Давидюк，1981年3月22日—），較廣為人知的是其藝名Jenya（ジェーニャ），苏联俄罗斯出生並在日本活動的自由身聲優、歌手和廣播節目主持人，也曾在多部動畫中擔任俄語或俄羅斯文化顧問。

## 早年生活
1981年3月22日，達維久克在苏联的新西伯利亞出生，大部分孩提時光是在當時仍稱高爾基（Gorky）的下诺夫哥罗德度過。其有一位弟弟，父親則是一名俄羅斯空降軍特种部队的軍官，最高階至中校，並曾參與第一次車臣戰爭。在8歲時因父親工作關係，她和家人移居至捷克斯洛伐克，一年後他們又回到蘇聯，在加里寧格勒住了將近兩年，然後再搬回新西伯利亞。
16歲（1997年）時的達維久克，在觀看日本動畫系列《美少女戰士》後萌生對配音的興趣，按她後來評價該作是「改變其人生的動畫」。達維久克之後入讀新西伯利亞國立經濟管理大學，主修資訊科技。在就學期間，她經常到訪西伯利亞–北海道文化中心，並在那裡成立了一個動漫俱樂部，同時開始學習日語。從大學畢業後，達維久克在2005年移居日本，並在秋葉原的一家女僕咖啡廳兼職打工，同時還靠教導俄語以幫補生計。

## 生涯
2000年，化名作Jenya的達維久克開設了一個動畫愛好者網站kawaii.otaku.ru，並在上面發佈自己用日語翻唱的動畫歌曲影片。在這兩年間，她因「唱著日語動畫歌曲的俄羅斯歌手」這一身份爆紅，還因此受日本CS廣播頻道Mondo2（現MONDO TV）之邀出演其一檔節目。Jenya答應了他們的邀請，並在父親的陪同下在東京進行為期一週的拍攝。她與此同時亦遊覽了秋葉原，據說回到旅館後更因此喜極而泣。在日本定居近兩年後，Jenya在2007年獲聘為《黑礁》等動畫的俄語顧問。兩年後，她首次以聲優身份出道，在2009年動畫電影《福音戰士新劇場版：破》中的一位NERV伯大尼基地職員獻聲。
在2013年，Jenya通過《CanCam》的模特兒第二輪海選，進入最後十八強，惜最終未能入選。一年後，她應總指揮志村健一的邀請回到俄羅斯，在托木斯克和新西伯利亞兩地舉行的Game Symphony Japan，這一演奏動畫或遊戲配樂的音樂會上擔任主持和主唱。Jenya隨後也陸續主持了2016年7月（東京）、2018年4月（俄羅斯）、2018年11月（橫濱），以及2019年8月（東京）的場次。
2015年，《少女與戰車 劇場版》宣佈將由Jenya擔任T-34戰車車長兼作中唯一一位外國人角色庫拉拉（クラーラ）的聲優。之所以有機會參演《少女與戰車》，是因為Jenya在Twitter上抱怨指儘管該作有著眾多俄羅斯角色，自己卻未能參與其中。後來《少戰》的製作團隊注意到她的推文後，導演水島努便為這位在2010年便相識的聲優量身訂做了庫拉拉這一角色。五年後，Jenya聲演《秋葉原冥途戰爭》的卓婭（ゾーヤ）一角，是其首次為主要角色獻聲，她同時也參與演唱了作中的主題曲。
Jenya目前是一位自由身聲優，她此前曾所屬Media Force（2008年9月–2010年9月）、81 Produce（2010年11月–2014年3月）、K Hive（2015年3月–2018年）和Wave Master（2018年7月–2020年10月）和New Gate Tokyo（2021年1月–2022年7月）。

## 個人生活
除了母語俄語外，Jenya能操流利的日語和英語，為日本語能力試驗N1級使用者，並曾在多益測試中取得935分。2016年11月14日，已懷孕的Jenya在她的個人博客宣佈已與日籍的一般男性結婚，並在隔年3月20日誕下一女。
Jenya養了兩隻貓，分別是雌性索馬利貓「米莎」（ミサ）和雄性阿比西尼亞貓「小光」（ライト）。據她所言，其在《超人X》中為貓配音時的靈感便取材自這兩隻貓的日常「對話」。

## 演出作品
※粗體字為主要角色

### 電視動畫
2009年
- 元氣媽媽（米莎媽媽）
- 貓願三角戀（俄羅斯貓）
- 大耳查布 哎呀呀？（拉莉絲卡）

2010年
- 聖痕鍊金士（女演員）

2011年
- 星光少女 極光之夢（大小姐D）

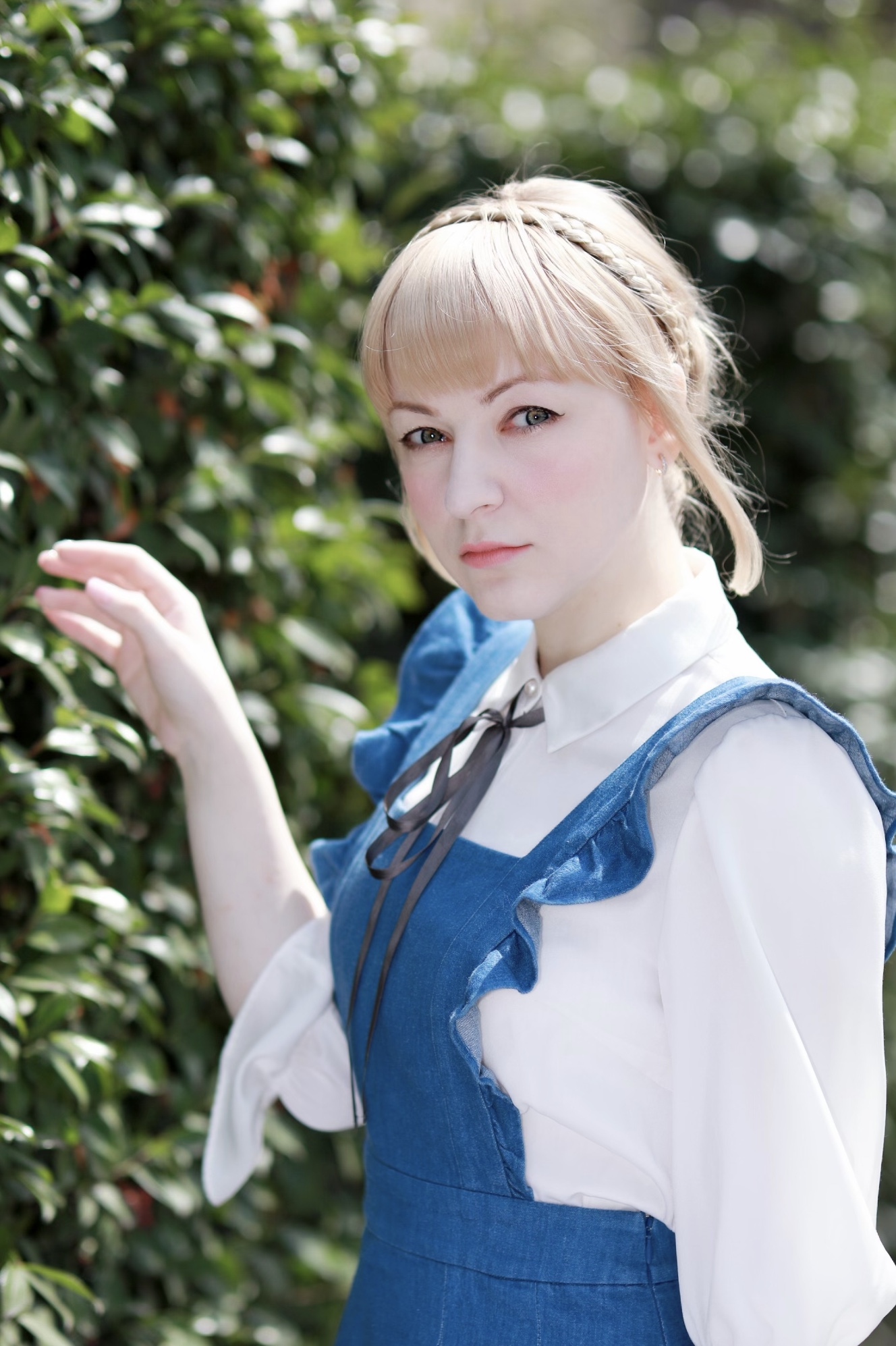
2019年3月的Jenya

- 最後流亡-銀翼的飛夢-（維奧娜）– 兼任戈納基斯語監修

2012年
- 軍火女王 PERFECT ORDER（操作員）

2013年
- Little Busters!（恐怖分子B）– 兼任俄語監修

2014年
- 怪盜Joker第二季（2014年–2015年；Doubt）

2015年
- Charlotte（治癒的少女）
- 聖劍使的禁咒詠唱（艾蕾娜·阿爾莎維娜）

2016年
- Yuri!!! on ICE（女性D）

2017年
- 雛邏輯～來自幸運邏輯～（接線員、女傭）– 兼任俄語監修

2021年
- 逆轉世界的電池少女（帶假面的人C）

2022年
- 秋葉原冥途戰爭（卓婭）

時期未定
- 魔法少女育成計畫restart（御世方那子）

### OVA
- 聖痕鍊金士 女帝的肖像（2010年；旁白）– 兼任俄語監修
- 厄夜怪客（2012年） – 俄語監修
- 少女與戰車 最終章（2017年–2021年；庫拉拉[41]）

### 動畫電影
2009年
- 福音戰士新劇場版：破（NERV伯大尼基地職員）– 兼任俄語監修
- 新子與千年魔法（電影中的女性）

2010年
- 大耳查布新電影版（拉莉絲卡）

2012年
- 神秘之法（日本工作人員）

2013年
- 蠟筆小新：超級美味！B級美食大逃亡！！（章魚燒的蜜娜蜜）– 兼任俄語監修

2015年
- 少女與戰車 劇場版（庫拉拉）– 兼任俄語監修

2022年
- 名偵探柯南：萬聖節的新娘（女性）– 兼任俄語監修

### 遊戲
2010年
- Kud Wafter（TASA廣報官）

2011年
- 武装神姫 BATTLE RONDO（鍬形蟲型MMS 艾斯帕蒂雅）

2012年
- 時光旅行者（美命的女性朋友、尤莉婭）
- Little Busters! Converted Edition（TASA廣報官）

2013年
- 聖潔天使 〜第2風紀委員Girl Battle（尤莉婭）
- Kud Wafter -Converted Edition-（TASA廣報官）
- 必殺仕事人～懲罰收集～（麗莎·伊芙琳娜）

2014年
- 飛鳥山學園組體操（三好夏美、瑪莉亞）
- BREAK雀BURST（安娜塔西婭）

2016年
- 蒼藍雷霆 鋼佛特 爪（尼姬）
- 凍京NECRO（出演、監修、指導）
- 車娘Collection（飛雅特500X）

2017年
- 少女與戰車 戰車道大作戰!（庫拉拉）
- 德拉吉恩 -聖戰之絆（【甘愛】雅蘭茜）
- 世界最難的Galgame 艾米莉亞編（艾米莉亞）

2018年
- 少女與戰車 戰車夢幻大會戰（庫拉拉）
- 消失的世界與月與少女（主題曲主唱）

2019年
- ASH ARMS -灰燼戰線-（重戰車 IS-1）

2020年
- 御城收藏:RE〜CASTLE DEFENSE〜（冬城、葉卡捷琳娜城）

2022年
- 少女前线（AK74M）

2023年
- 胜利佳丽（沃伊科夫）

### 動態漫畫
- 我的妹妹是美国人！？（安娜·科林斯[50]）

### 特攝
- 超人力霸王X（2015年；石化魔獸加高爾貢、怪貓穆、貓[36][註 3]）

### 吹替

#### 電影
- 異星引力（斯韋特蘭娜·「斯韋塔」·莫羅佐娃）
- X战警：第一战（少女[51]）
- 變形金剛3（俄羅斯女人[52]）

#### 電視劇
- 爱卡莉（講瑞典語的機器）
- 绿箭侠第二季第16集
- 安妮回忆录（英语：Mi Ricordo Anna Frank）
- 惡作劇2吻（章妮娜）
- 惡作劇之吻Miss In Kiss（章妮娜）
- 卡特探員（安雅/指導）
- 海军罪案调查处：新奥尔良
- 绝望的主妇第6季（伊琳娜）
- 新聞編輯室（旅客的女兒/指導）
- 憨管家俏主人（艾琳娜）

## 音樂作品

### 原創CD
- 1st單曲〈MorningStar〉
- 2nd單曲
- 3rd單曲〈Doll〉
- 迷你專輯
- 戲劇CD
- 單曲CD&語音劇
- 1st專輯《My Fight My Best》
- C91
- C93「jenya in love solfege」（※如下，《love solfege'》專輯CD中收錄進的13首由Jenya主唱的歌曲以及新曲1首）

### 主題曲
| 發售日        | 商品名                    | 主唱             | 歌曲           | 備註                             |
| ------------- | ------------------------- | ---------------- | -------------- | -------------------------------- |
| 2022年11月9日 | 《女僕大回轉/冥途搖籃曲》 | 盡豬盡美全體員工 | 〈女僕大回轉〉 | 電視動畫《秋葉原冥途戰爭》片頭曲 |

### 參加CD
- Love Solfege'（Jenya名義）
  - 〈Mignon〉主唱、作詞（俄語）、Rap（英語）
  - 〈beauty of ruin〉主唱、作詞（俄語）
  - 〈over the surges〉主唱、作詞（俄語、英語）
  - 〈le blanc et noir〉作詞（英語）
  - 〈La Fatalite〉主唱、作詞（俄語、英語）
  - 主唱、作詞（俄語、英語）、翻譯
  - 〈 〉主唱、作詞（俄語、英語）、翻譯
  - 主唱、作詞（英語）
  - 〈「the note of satanism」〉主唱、作詞（俄語）
  - 主唱、作詞（英語）
  - 主唱、作詞（俄語）
  - 主唱、作詞（英語、日語）
  - 主唱、作詞（俄語）
- love solfege
  -  作詞（英語）
  - 「Luxury〜classical best」主唱
  - 「Requiem 〜best Collection II〜」主唱、作詞（俄語）
  - 「Sanctus」主唱、翻譯
- P.B.L
  - 遊樂園活動工作人員配音、插入曲
- 石川五惠（野口百合）
  - 〈Sugar & Spice〉作詞
- 未音源化歌曲
  - 〈some song i forgot〉（PC遊戲《大正×對稱愛莉絲》主題曲）譯詞
  - 〈with all of my heart〉（《大正×對稱愛莉絲》片尾曲）主唱、譯詞[53]